# Welford Road Stadium
Welford Road Stadium és un estadi esportiu situat a Leicester (Anglaterra) dedicat principalment a la pràctica del rugbi. L'estadi, utilitzat pel club Leicester Tigers, és el camp de rugbi més gran d'Anglaterra, amb una capacitat de 17.498 places, per davant de l'Estadi Kingsholm, amb 16.500 seients.